# 勞教所
勞教所（直译：流放地），是俄羅斯及其他後蘇聯國家一種用於監禁成年囚犯的懲教機構。勞教所的前身是蘇聯古拉格和俄羅斯勞改營。該機構在蘇聯時期很普遍，現在仍在一些後蘇聯國家中存在。

## 歷史
1929年7月11日，蘇聯人民委員會通過《關於利用罪犯的勞動》決議，創立兩種不同的監獄系統：一種是由國家政治保衛總局管轄，另一種是由各共和國內務人民委員部管轄。第一種系統的主體是關押判刑超過三年的罪犯的勞改營，而第二種系統的主體是關押判刑不超過三年的罪犯的監獄，這些監獄應該建立農業和工業流放地。1934年，這些勞改流放地被劃歸到古拉格管轄。

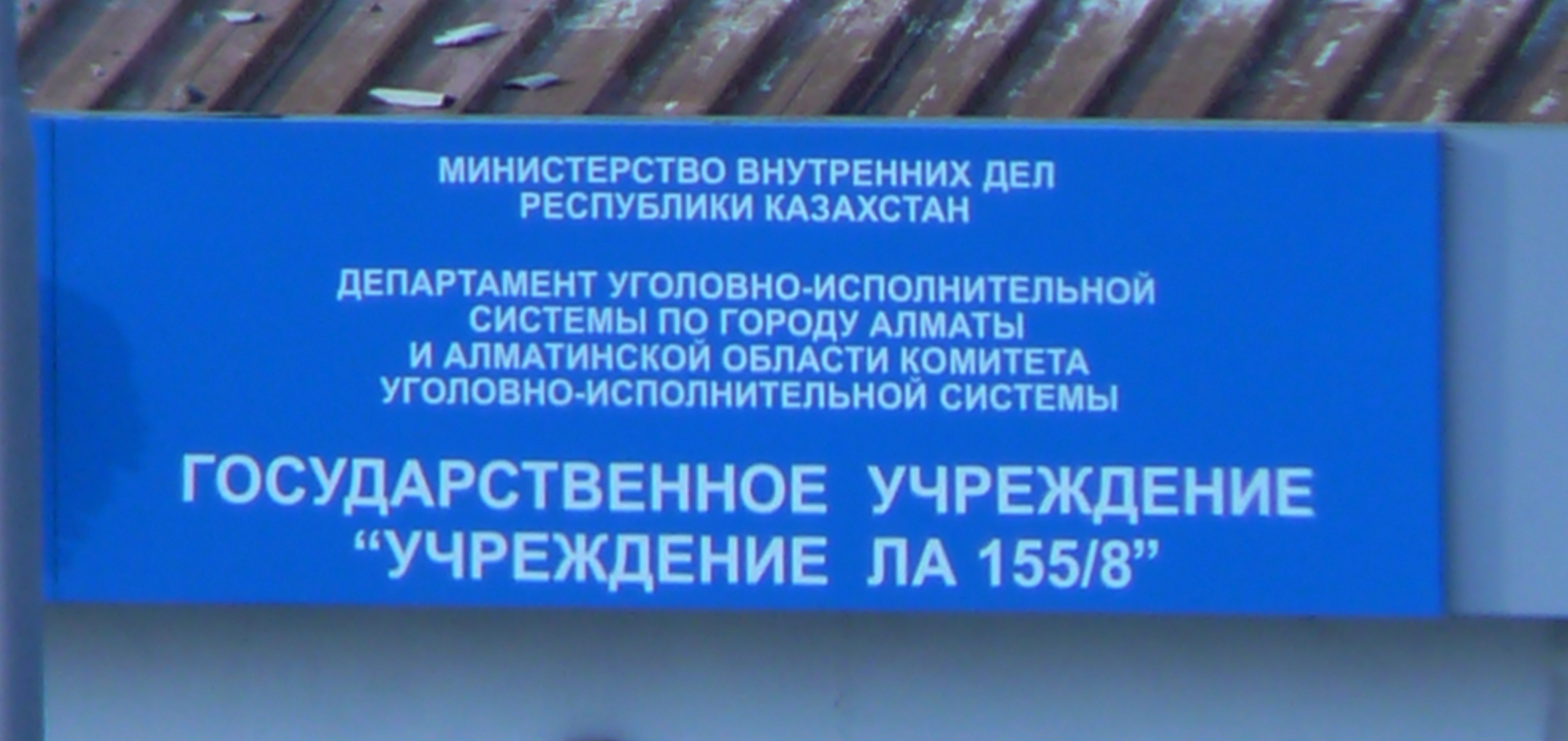
哈薩克阿拉木圖州伊犁地區勞教所行政大樓上的標誌，2011年12月拍攝。

根據蘇聯共產黨中央委員會和蘇聯部長會議的第1443-719c號決議，1956年10月25日，所有蘇聯內務部的勞改營都改交由各加盟共和國內務部管理，並且之後改成勞改流放地。1958年，蘇聯和各加盟共和國的刑法規定不同等級的勞改流放地，以及流放地定居點。
1991年蘇聯解體之後，俄羅斯承繼蘇聯的懲教體制。1997年1月1日，俄羅斯將勞改營更名為勞教所。

## 等級
在俄羅斯，勞教所根據罪犯的關押條件，被分為「普通」、「重度」、「特別」和「流放地定居點」。罪犯應該在哪種勞教所服刑，由法庭決定。
1. 流放地定居點：該等級勞教所關押三種不同類別的罪犯：第一次因為不小心犯罪而被關押的人、第一次因為故意犯下輕微或一般罪行而被關押的人，以及表現良好的罪犯，他們自願從普通或重度的勞教所轉調。這三種罪犯被分配到不同的流放地定居點中。
2. 普通：該等級勞教所關押兩種不同類別的罪犯：第一次因為犯下重罪而被關押的人，以及因為不小心或故意犯下輕微或一般嚴重的罪行而被關押的人，包括法庭覺得不適合讓他們去流放地定居點的人。
3. 重度：該等級勞教所關押三種不同類別的男犯：第一次因為犯下非常重大的罪行而被關押的人；累犯或具危險性累犯，其之前已經被關押過。以往該等級的勞教所裡，也有因為特別危險的女性累犯被關押在此。
4. 特別：該等級勞教所關押三種不同類別的男犯：特別具危險性的累犯；被判處終身監禁的人；以及被判處死刑，但是被赦免後改判為有期或無期徒刑的人[5][6]。

## 待遇
女囚與男囚被關押在不同的懲教設施。

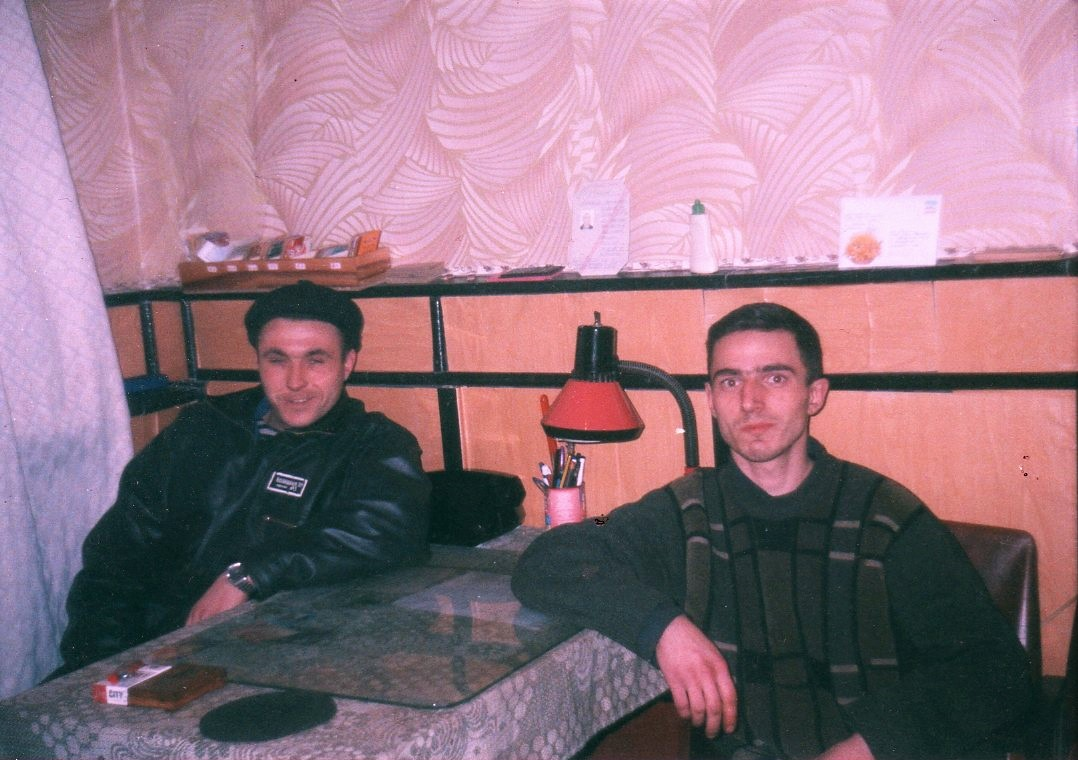
重度勞教所的囚犯

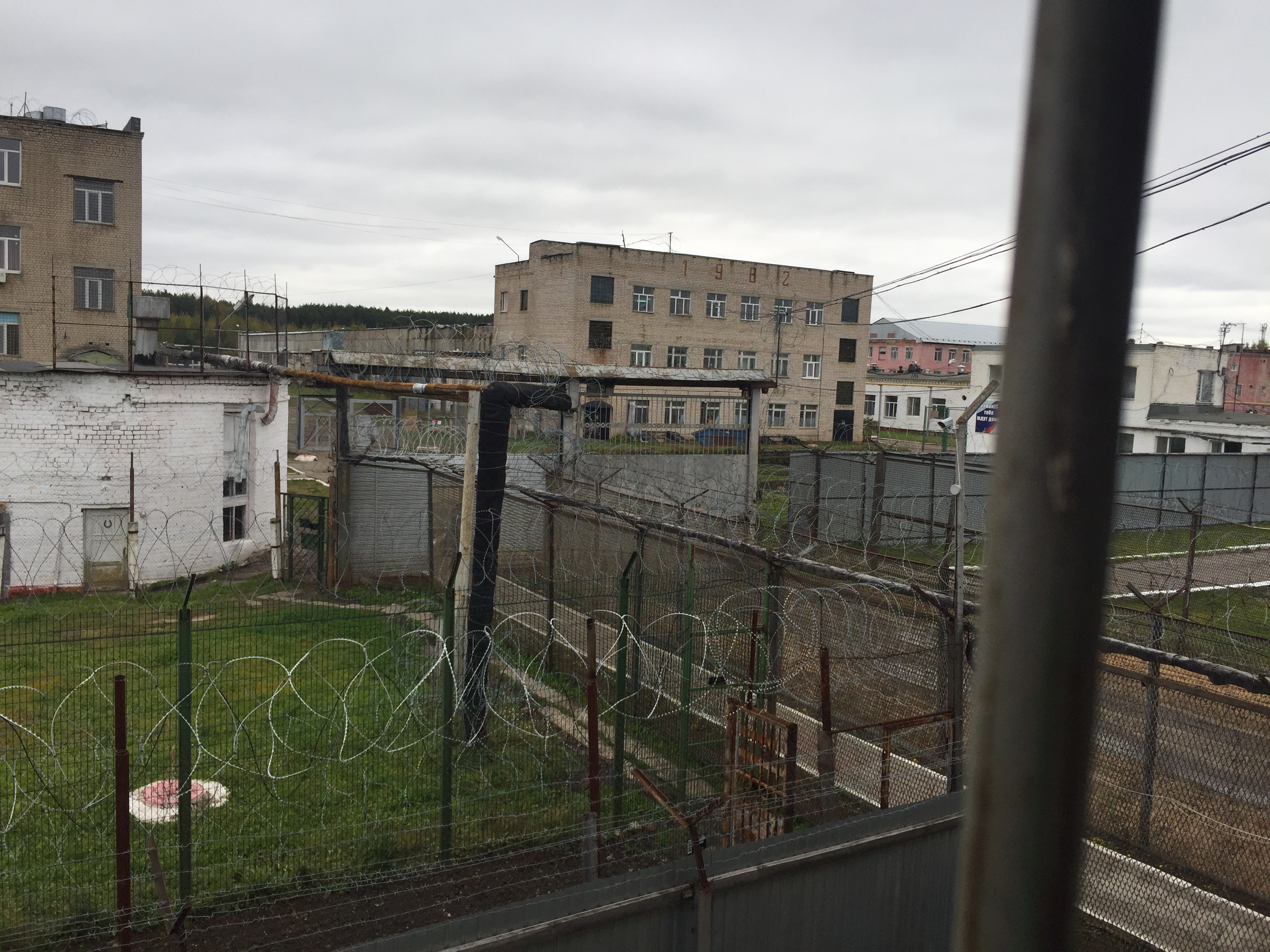
俄羅斯伊凡諾沃州科赫馬聯邦監獄局第五重度監獄概覽圖

在普通、重度和特別等級的勞教所裡，有三種不同的關押待遇：「一般」、「輕鬆」和「嚴格」。囚犯在判決確定後進入普通勞教所，他們會被安置在一般關押待遇下。而以輕鬆關押待遇下的囚犯被認定故意違反關押規則的話，可以轉為一般關押待遇下服刑。另外如有囚犯曾在嚴格關押待遇下服刑，但是他們在一段時間內沒有受到懲罰，並且對工作態度認真，他們可以被轉移到一般關押待遇下。
如果囚犯表現差，並且被認定為故意違反關押規則，那麼他就會被轉移到嚴格的關押待遇下服刑。在特別勞教所中，此類囚犯都屬於關押期間故意犯罪，或者因為犯下重大或極嚴重的罪行而被關押，他們一在此就會被安置在嚴格的關押待遇下服刑。

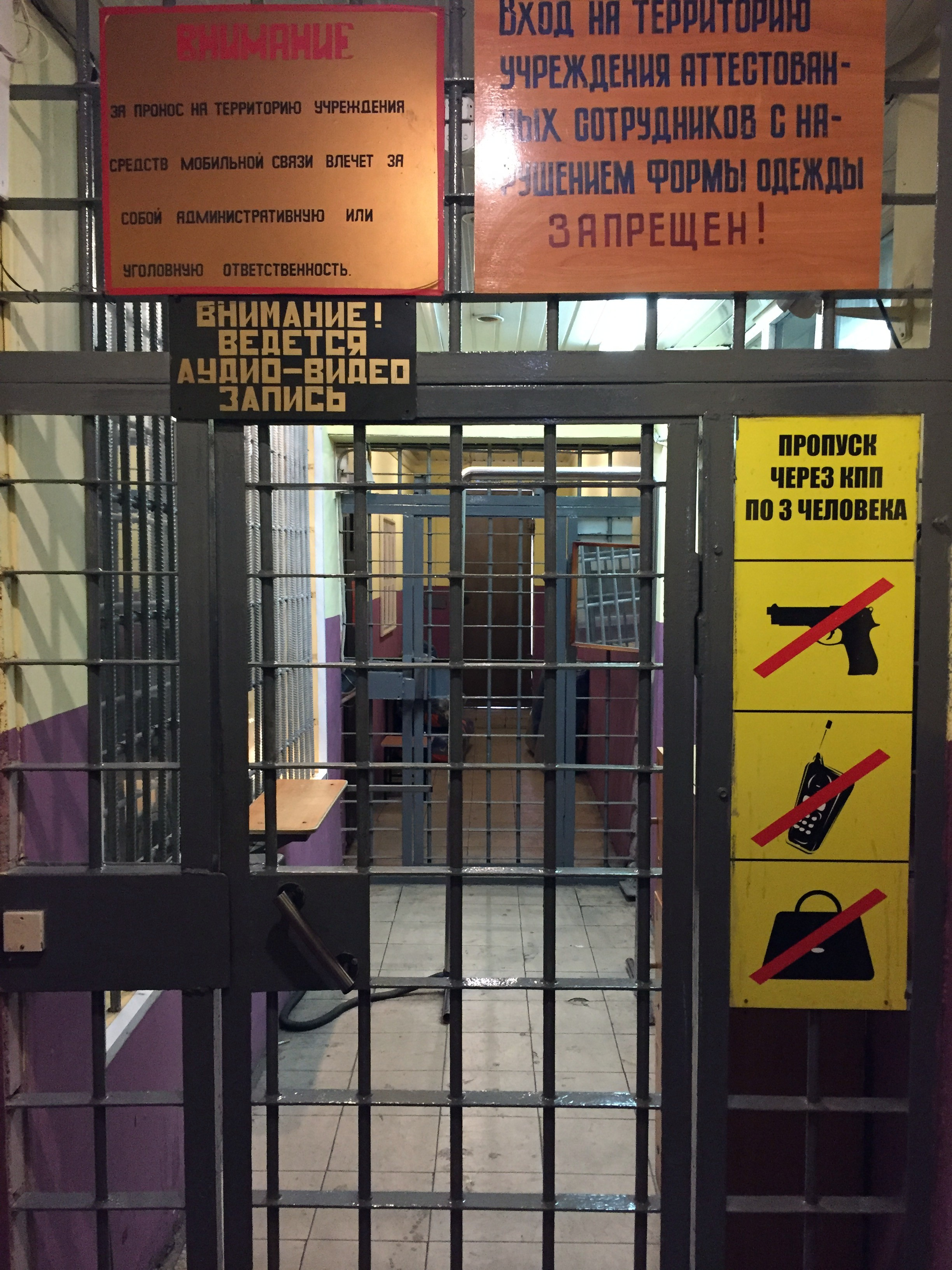
勞教所內的檢查站

囚犯在一般和輕鬆關押待遇下，可住在宿舍之中。而在嚴格關押待遇下服刑的囚犯則住在上鎖的牢房中，如果他們不在戶外工作的話，他們有權每天走動一個半小時。
囚犯在服刑期間賺取的錢可以購買食品和基本必需品，但退休金和社會補助金除外。而囚犯與親人見面的次數、收到的包裹和信件的數量、打電話的權利，這些也跟勞教所的等級和關押待遇有關。

## 設施

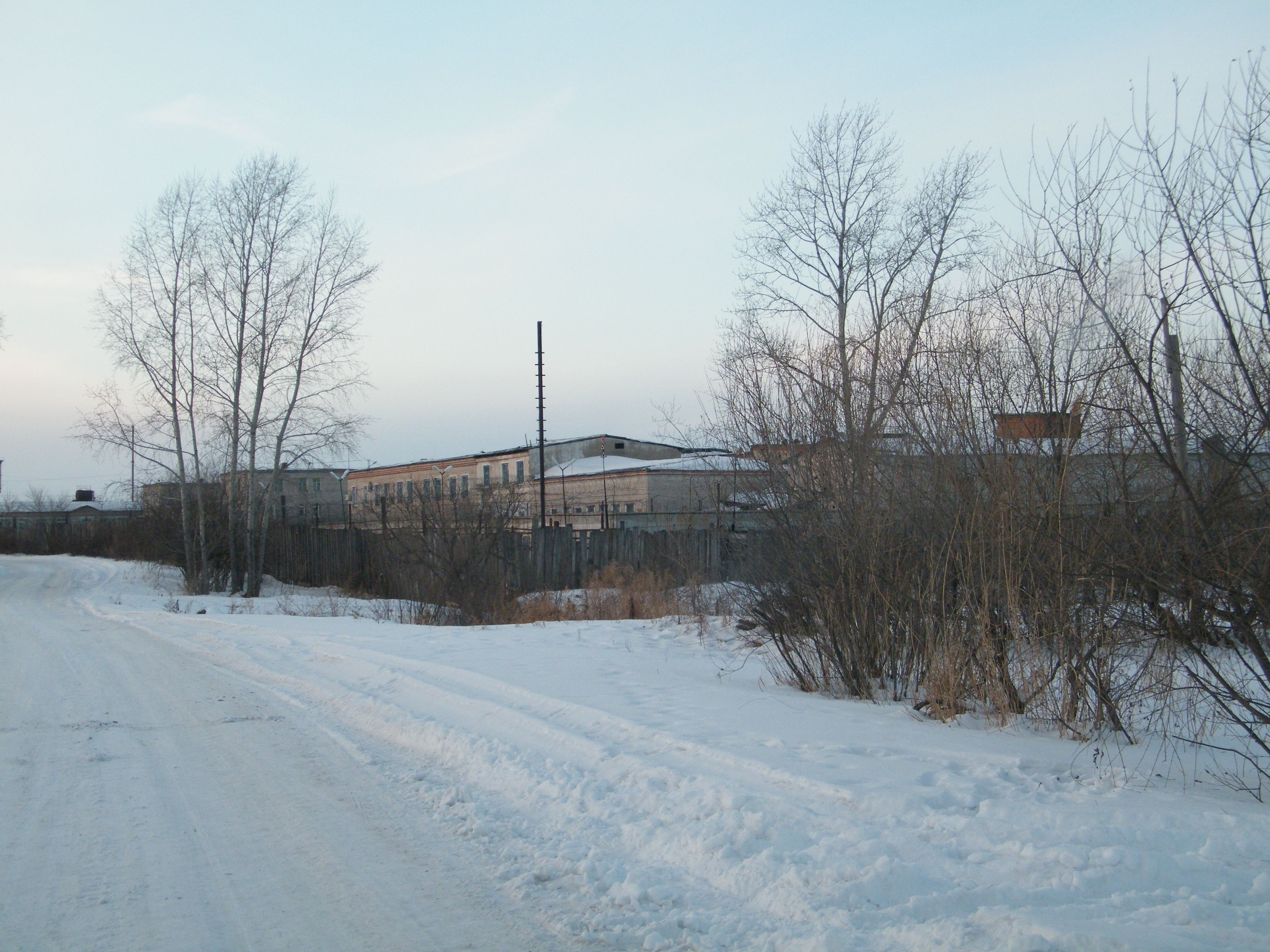
哈巴羅夫斯克邊疆區棗澤爾諾耶村的女子勞教所（第十二監獄）

勞教所分為工業區和居住區（在俄羅斯刑事俚語中，勞教所又被稱為「區域」）。居住區又分成一些「小區域」，那裡有囚犯的公寓。另外，在居住區的範圍內，通常有餐廳、俱樂部、圖書館、學校、診所（醫療部門）、有時有小型的醫院（10至30人），浴室、指揮部，那裡有行政人員的辦公室。其常設教堂或禱告的地方。在勞教所中，通常有短期（2至4小時）和長期（1至3天）的探視的房間。
在重度和特別勞教所裡，囚犯住在上鎖的牢房中（20至50人），在普通勞教所裡，囚犯住在宿舍中（囚犯稱它們做「兵營」）。宿舍的臥室可以住20至150人，床位分成兩層或三層。法律規定的床位面積標準是每人2平方米。
被判處終身監禁的人住在兩人牢房中。如果該囚犯意願且有空牢房的話，被判處終身監禁的人可單獨監禁中。
除了臥室之外，在宿舍裡，每150至200人（「隊伍」）有：一間放置個人物品的房間、一間更衣室、一間飯廳、「紅色角落」（以前叫做「列寧房間」），那裡通常舉辦文化和群眾活動，並且有桌子、書架、收音機、電視。在所有等級的勞教所中，除了特別等級，宿舍前有一個用圍牆圍起來用於走動的小廣場（「小區域」），其可以容納200至600人。在白天，囚犯不工作和不參加活動的時候，有權從宿舍出去到「小區域」。在勞教所其他範圍內，囚犯只能在管理人員的允許下，以隊形走動。
勞教所中還有一些用於懲罰的房間：懲罰性隔離室，被懲罰的囚犯可被關到那裡15天，以及牢房類型的房間，被懲罰的囚犯可被關到那裡六個月。
在一間勞教所中，被關押的囚犯數量從500到3000人不等（通常是平均在1500至2000人之間）。

## 另見
- 感化院
- 勞教所的兒童之家
- 流放地定居點
- 監獄
- 俄羅斯刑法體系